# 尼罗河上的惨案 (1978年电影)
《尼罗河上的惨案》（英語：Death on the Nile）是1978年出品的一部英国电影，是根据阿加莎·克里斯蒂在1937年出版的同名小说改编的。电影讲述了行进在尼罗河上的一起游艇上发生的三起杀人事件及比利时名侦探赫尔克里·波洛对事件的调查，最终波洛将游客召集起来，揭示了三起案件的真相。该电影在埃及实地取景拍摄，把一些埃及的著名景点如孟卡拉金字塔、卡纳克神庙和阿布辛贝勒石窟寺融入紧张的剧情之中。影片由约翰·吉勒明导演，其中的波洛由皮特·乌斯蒂诺夫扮演，他后来继续在《阳光下的罪恶》等片中里扮演波洛。

## 剧情

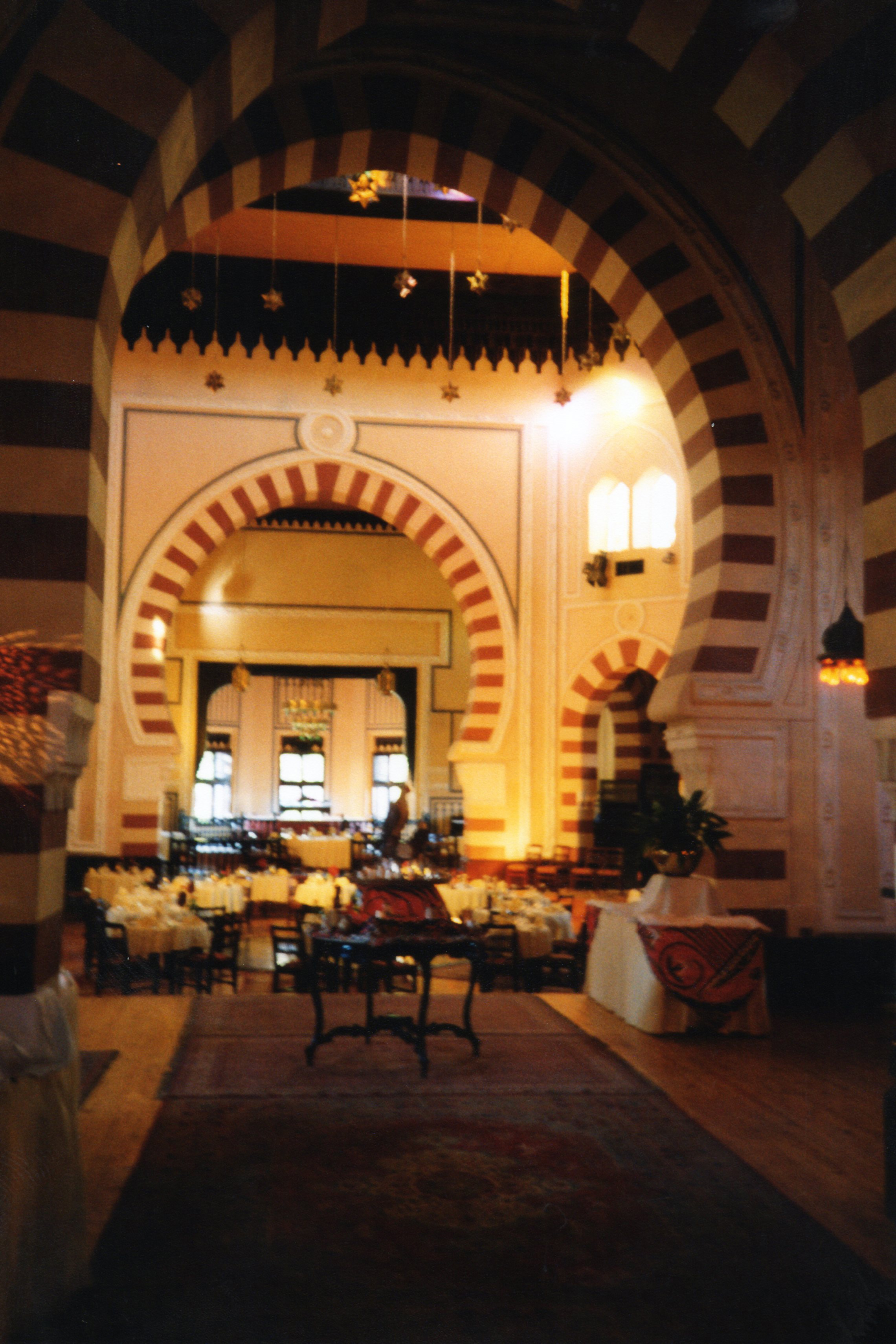
位于埃及阿斯旺的老风格饭店，电影中的人物最先在此全部登场

### 暗流湧动
电影从百万富翁的继承人林内特·瑞吉薇小姐和她的好友杰基·德贝勒福特的会面开始。杰基向林内特推荐自己的未婚夫西蒙·道尔来帮她管理庄园。林内特勉强同意了，但她见到西蒙之后，两人即迅速陷入热恋，并很快结婚了。两人在各地度蜜月的途中，杰基总会突然出现破坏他们的两人世界，一直追到了埃及。也在埃及游览的波洛发现了危险，试图劝说杰基，但杰基不听。西蒙设计摆脱了杰基的追逐，自己和林内特，波洛等人上了游览尼罗河的蒸汽游船。在船上，波洛巧遇老友雷斯上校，並发现几名乘客都和林内特小姐有仇，而她的财产托管人潘宁顿也试图让她在不知情下签订继续托管财产的文书，被雷斯上校阻止。
第二天早上，乘客们上岸前往卡纳克神庙游玩。当大家在巨大的石柱间穿行的时候，一大块石头被人推下来，差点砸死西蒙和林内特。惊魂未定的两人之后前往阿布辛贝勒神庙游览，杰基却又突然出现。入夜之后波洛再次劝告杰基，要她懸崖勒馬，仍遭到满心仇恨的杰基的拒绝。当天晚上杰基出现在活动室里，边喝着酒边哼着《弗兰奇和琼尼》（Frankie and Johnny，内容为被抛弃的女子杀死了移情别恋的前恋人），破壞所有人的興致。掃興的眾人一一離去，而她拉住罗萨里小姐，要向她讲述自己的经历。大家散去之后，西蒙和杰基争吵起来，喝醉了的杰基开枪打中了西蒙的腿，西蒙拿手帕捂住伤口，要罗萨莉小姐去找鲍尔斯小姐看好已經癲狂的杰基，罗萨里小姐和听到枪声赶来的弗格森先生把杰基拉走，罗萨里叫来鲍尔斯醫生给杰基打麻醉剂。而弗格森把贝斯纳大夫找来处理西蒙的伤。过后弗格森去寻找那支枪，却发现枪不见了。

### 三起惨案
第三天早上，林内特被发现死在自己床上，死因是睡眠中头部近距离中彈。船长請波洛和雷斯上校来处理这个事件。波洛认为应该是有人在西蒙被抬出休息室治疗之后，进入休息室拿走了枪，杀死了林内特。经过两人进一步调查，发现船上每个人几乎都有杀死林内特的动机，且没有不在场证明。
| 人物                 | 动机                                                                                 |
| -------------------- | ------------------------------------------------------------------------------------ |
| 范斯凯勒太太         | 觊觎林内特小姐的珍珠项链                                                             |
| 鲍尔斯小姐           | 父亲因老林内特而破产，家庭离散，自己只得當护士謀生。                                 |
| 女仆人路易丝         | 拿不到林内特许诺的金钱作嫁妆，而说她“刻薄鬼”。                                       |
| 激进社会主义者弗格森 | 曾说过像林内特这样的“寄生虫”应該消灭掉，以警示他人。                                 |
| 奥特布恩夫人         | 林内特认为奥特布恩夫人的小说诽谤了她，將提起诉訟                                     |
| 奥特布恩小姐         | 希望解決母亲的官司，曾问过弗格森“对死者是否不存在诽谤”。                             |
| 安德鲁·潘宁顿        | 按照老林内特的遗嘱，林内特一结婚就可以自理财产，让有挪用资金嫌疑的潘宁顿陷入窘境。   |
| 贝斯纳医生           | 为林内特的朋友治病，结果病人发了疯，林内特四处宣扬此事，使得贝斯纳的学術声譽受到影响 |

而西蒙因为被杰基打碎了腿骨，无法行动，所以没有嫌疑。最希望杀死林内特的杰基则在枪击赛蒙之后就被注射鎮靜劑睡了一夜，也没有嫌疑。
在波洛和雷斯上校继续调查的过程中，先是波洛的盥洗室里被人放进了眼镜蛇，波洛在墙上敲出三短三长三短的摩斯電碼SOS求救信号，隔鄰的上校听到后赶来救了波洛。随即女佣人路易丝又被杀了。她的喉咙被人以醫用手术刀割断，手里還攥着一千法郎纸币的一角。雷斯认为她一定是知道内情而试图向凶手要钱，反遭灭口。波洛则順著路易丝遇害前的奇怪話語思考。此时奥特布恩太太则说她知道了谁是杀害路易莎的凶手。在她正打算告诉波洛和西蒙·道尔时，卻额头中弹身亡。

### 真相大白
波洛把大家召集在一起，公布了真相：西蒙·道尔和杰基同谋，杀害了自己的妻子。杰基在对西蒙开枪时故意打偏，而西蒙用太太的红色指甲油染红手帕捂住自己的「傷腿」，让在场的罗萨莉小姐和闻声而来弗格森以為他中鎗了。随后西蒙要求弗格森和罗萨莉陪着杰基走出了活动室，自己则前往林内特的卧室杀人。之后，西蒙回到活动室朝自己腿上补了一枪，並以預先藏好的絲巾掩蓋槍聲。再取出弹壳，並补上一颗子弹，造成只打过两枪的假象，然后把枪連同絲巾等物扔进了尼罗河。
贝斯纳大夫提出反对，认为即使西蒙可以杀害林内特，也不可能杀死路易丝和奥特伯恩，因为他有腿伤而无法移动。波洛解释说因为另两个人是杰基杀的。路易丝在见到西蒙之后用文法上的條件式暗示出她看到了杀人的过程。西蒙找機會告诉杰基後，杰基隨手偷走房內的手术刀，暫借西蒙的錢作為封口費，下手殺害路易丝。但杀人後走出舱门时后又恰好被奥特伯恩太太看到了，只得又打死了奥特伯恩太太。
波洛的推理完后，西蒙认为他没有证据，波洛则指出可以通过“印模实验”来测量出赛蒙手上的硝烟反应。抵賴不過的杰基和西蒙承认了他们一直是情人，西蒙和林内特结婚只是为了获得财产。杰基拥抱了西蒙之后，用手枪打死了他，随即自杀身亡。
事情隨旅程一起結束。雷斯上校指出，自己手上其實沒有印模試驗所需的蠟，所以根本無法驗硝煙反應。其餘諸人各自離開，繼續自己的生活。

### 和小说的不同
在角色上，电影为了使得情节紧凑，删去了小说中的范斯凯勒夫人的表妹科妮亚·罗伯森，艾林顿一家人和林内特的朋友姚安娜等人。情节也对应的加以了改变，比如目击西蒙开枪的人改成了路易絲，而本来追求科妮亚而失败的弗格森在影片里追求的是罗萨莉并成功。在小说的结尾，波洛只是面对三四个人讲述了案情，并没有提到“印模实验”，西蒙后来自己在盘问下崩溃，招认了一切。而波洛故意给杰基机会，让她杀死西蒙后自杀。在电影里则是仿照东方快车谋杀案的模式，波洛召集所有人分析案情，杰基趁人不备拿到了手枪，杀死西蒙后自杀。

## 演员
| 演员              | 角色                | 注释                                                   |
| ----------------- | ------------------- | ------------------------------------------------------ |
| 皮特·乌斯蒂诺夫   | 赫尔克里·波洛       | 比利时著名侦探                                         |
| 大卫·尼文         | 雷斯上校            | 波洛的朋友，曾在《牌中牌》等小说中出现                 |
| 洛伊丝·奇利斯     | 林内特·瑞吉薇·道尔  | 继承了大笔财产的富家小姐                               |
| 西蒙·麦克考金代尔 | 赛蒙·道尔           | 林内特的丈夫，本来是杰基的未婚夫                       |
| 米亚·法羅         | 杰基·德贝尔福特     | 本是林内特的好友，被赛蒙抛弃                           |
| 珍·柏金           | 路易丝·博格特       | 林内特小姐的女仆人                                     |
| 乔治·肯尼迪       | 安德鲁·潘宁顿       | 林内特小姐的财产托管人                                 |
| 贝蒂·戴维斯       | 玛丽·范斯凯勒夫人   | 喜好珠寶又生性刻薄的富人，以精神虐待女僕為樂。         |
| 玛姬·史密斯       | 鲍尔斯小姐          | 范斯凯勒夫人的仆人。不時對主子反唇相譏，卻又離不開她。 |
| 安吉拉·兰斯伯里   | 赛勒姆·奥特布恩太太 | 作家，作品涉及色情被禁                                 |
| 奥利维拉·赫西     | 罗萨莉·奥特布恩     | 奥特布恩太太的女儿，受弗格森感召                       |
| 庄·芬奇           | 詹姆斯·弗格森       | 社会主义者,自称“世界公民”                              |
| 杰克·沃尔顿       | 贝斯纳医生          | 德国人，在苏黎世有医院                                 |
| I·S·约哈          | 乔德里              | 游艇船长                                               |

## 反响

### 评价与获奖
尼罗河的惨案一片得到了普遍正面的评价，在烂番茄网站上的新鲜度是73%,在IMDB的投票评价为7.2/10，但评价不如1974年派拉蒙公司推出的《东方快车谋杀案》。安桑尼·鲍威尔为本片设计的服装使得她获得奥斯卡最佳服装设计奖和英国电影学院奖（BAFTA）的最佳服饰奖。安吉拉·兰斯博瑞获得国家评论协会的最佳女配角奖。皮特·乌斯蒂诺夫，安吉拉·兰斯博瑞和玛吉·史密斯分别获得英国电影学院奖的最佳男主角和最佳女配角提名。影片获得金球奖的最佳外国影片提名。

### 配音版本
1978年，由上海电影译制厂配音的《尼罗河上的惨案》在中国大陆上映，成为改革开放以后最早进入国内的推理影片，引起了极大的轰动。而著名配音演员毕克、刘广宁、乔榛、邱岳峰、苏秀等对此片的配音也被称为杰作。